# Gonzalo Costa Hoevel
Gonzalo Costa Hoevel (* 12. Februar 1980) ist ein argentinischer Profi-Windsurfer. Seinen bisher größter Erfolg feierte er 2018, als er den ersten Foil-Weltmeistertitel, welcher überhaupt vergeben wurde, gewann.

## Leben
Costa Hoevel begann seine Karriere im olympischen Windsurfen. So war er zwischen 1996 und 2000 Teammitglied von Carlos Espínola, welcher sowohl bei den Olympischen Spielen 1996 als auch 2000 die Silbermedaille im Mistral One Design gewann. Zudem wurde er in dieser Disziplin 1997 Juniorenweltmeister.
Ab 2002 nahm er auch an Rennen des Windsurf World Cups teil. Er konnte sich mehrfach unter den besten 15 der Slalom-Rangliste platzieren und errang auch nach seinem ersten Podestplatz 2009 in Podersdorf Plätze unter den besten drei. Der bisherige Höhepunkt seiner Karriere stellte jedoch die Saison 2018 dar. Hier gewann Costa Hoevel knapp vor Sebastian Kördel den erstmals vergebenen Weltmeistertitel im Foil.

## Erfolge
- PWA-Weltmeister: Foil 2018
- IFCA-Formula Weltmeister 2015[1]
- Juniorenweltmeister im Mistral One Design 1997[1]
- Zehnfacher Südamerikameister im Slalom / Formula[1][2]